# مارسلو برولی
مارسلو برولی (اسپانیایی: Marcelo Broli‎؛ زادهٔ ۱۳ مارس ۱۹۷۸) بازیکن فوتبال اهل اروگوئه است.

## باشگاهی
از باشگاه‌هایی که در آن بازی کرده‌است می‌توان به باشگاه فوتبال ناسیونال اروگوئه، باشگاه فوتبال پنیارول، باشگاه فوتبال رئال وایادولید، باشگاه فوتبال مونته‌ویدئو واندررز اشاره کرد.

## تیم ملی
وی همچنین در تیم ملی فوتبال اروگوئه بازی کرده است.